# Шоні (фільм)
Шоні — пакистанський урдумовний фантастичний фільм 1989 року режисера Саєда Різві. У цьому фільмі вперше в Пакистані були використані візуальні спецефекти. Фільм цікавий також тим, що у ньому немає пісень, що нехарактерно для пакистанського кінематографу. Стрічка отримала чотири статуетки премії Нігар — найвищої кінематографічної нагороди Пакистану.